# Musketenkriege
Als Musketenkriege (englisch: Musket Wars) wird eine Serie von bewaffneten Konflikten unter verschiedenen Māori-Stämmen bezeichnet, die in den 1830er-Jahren ihren Höhepunkt hatten. Diese vornehmlich auf der Nordinsel Neuseelands stattfindenden Auseinandersetzungen standen in direktem Zusammenhang mit der Einführung von Schusswaffen, damals Musketen, durch die britischen Einwanderer.

## Vorgeschichte
Von je her kam es unter den verschiedenen Stämmen zu kleineren kriegerischen Auseinandersetzungen. Die Konflikte wurden häufiger, wenn die Einwohnerzahl zu hoch wurde, Ressourcen ausgebeutet waren oder auf gegenseitige Beleidigungen geantwortet werden musste. Bei den Kämpfen, die oft einen hohen rituellen Stellenwert einnahmen, standen sich meist nur bestimmte Personen gegenüber. Folglich hielten sich auch die direkten Todeszahlen in Grenzen. Die wichtigsten Waffen waren Mere und Patu, beides keulenartige Handwaffen. Ein günstiger Zeitpunkt war der Herbst, wenn alle Vorräte des Sommers bereits geerntet waren. Die Sieger gewannen Land hinzu, konnten sich über die Beute freuen und erhöhten ihr Mana, während die Besiegten in weniger fruchtbare, unbewohnte Gegenden flüchten mussten, wo sie durch Hunger oder Krankheiten dezimiert wurden.

## Die Kriege
Die Einführung von Handfeuerwaffen im beginnenden 19. Jahrhundert revolutionierte die gesamte Kriegsführung im pazifisch-polynesischen Kulturraum nachhaltig. Als der in der Bay of Islands angesiedelte Ngāpuhi-Stamm sich mit neuartigen Musketen dem konventionell bewaffneten Ngāti-Whatua-Stamm gegenüberstellte, überwogen noch die Nachteile dieser für die Ureinwohner Neuseelands bisher unbekannten Art der Kampftechnik. Die damaligen Musketen waren nämlich noch sehr unsicher, und man benötigte lange, um die Waffe nachzuladen. Aus diesen Gründen konnte der Ngāti-Whatua-Stamm seinen Gegner ohne größere Probleme überrennen. Die Ngāpuhi sannen auf Rache und tauschten ihre angebauten Feldfrüchte im großen Stil gegen kostspielige Musketen ein. Von 1815 an begannen kriegerische Gruppen dieses Stammes Kämpfe auf der ganzen Nordinsel, die eine verheerende Wirkung auf der gesamten Insel hatten. Die Opfer dieser „Invasion“ mussten dem Tod oder der Sklaverei ins Auge sehen oder in abgelegenere Gebiete flüchten. Ihr wohl bekanntester Anführer, Hongi Hika, sorgte mit der Anschaffung von weiteren 300 Musketen im Jahr 1821 für eine weitere Eskalation in dem Konflikt. Über die folgenden Jahre hinweg führte er große, bewaffnete Armeen im Kampf gegen zahlreiche Stämme von Tamaki (Auckland) nach Rotorua. Trotz großer Verluste war er immer siegreich, obwohl sich seine Gegner meist in ihre befestigten Bollwerke (māori: Pā) zurückgezogen hatten. Den Musketenkriegen fielen tausende Menschen zum Opfer. Heutige Schätzungen gehen von mindestens 20.000 Toten aus, und es ist wahrscheinlich, dass in dieser Zeit mehr Neuseeländer starben, als in allen Konflikten und Kriegen, die nach 1840 folgten – Erster und Zweiter Weltkrieg sowie Neuseelandkriege eingeschlossen.

## Beendigung der Auseinandersetzungen
Die angegriffenen Stämme versuchten ihrerseits, möglichst schnell auch in den Besitz dieser „neuartigen“ Waffen zu kommen. 1822 war der Ngāti-Toa-Stamm die zweite große Gruppe, die über Musketen verfügte, und startete eine Art „Feldzug“ durch die gesamte Nordinsel von Kāwhia bis an die Kapiti Coast. Als auch die Stämme in der Region Waikato Schusswaffen bekamen, bekämpften sie die Gruppierungen im nahe gelegenen Taranaki-Gebiet, die wiederum weiter nach Süden flohen, um sich dort mit den Ngāti Toa gegen die Ngāpuhi zu verbünden. Schließlich griffen die Auseinandersetzungen auch noch auf die neuseeländische Südinsel über.
Letztendlich waren alle Iwi zum einen im Besitz von mehr oder weniger vielen Schusswaffen, zum anderen hielten neuartige Festungen den Kugeln stand und waren schwer einzunehmen. Folglich konnte kein Stamm mehr einfach überrannt werden und die Angriffe wurden zu aufwändig. Es entstand ein Gleichgewicht der Kräfte, bei dem die Grenzen der Einflussgebiete und die Zahl der Stammesmitglieder hin- und herschwankte. Spätestens mit dem Abschluss des Vertrags von Waitangi im Jahr 1840 fanden die Musketenkriege ein Ende.